# Leonidas I av Sparta
Leonidas I (dorisk grekiska Λεωνίδᾱς, Leōnídās, jonisk och attisk grekiska Λεωνίδης, Leōnídēs, "Lejonets son"), död i augusti 480 f.Kr. vid Thermopyle i Grekland, var en spartansk kung av den agiadiska ätten. Han var son till kung Anaxandridas II och efterträdde omkring 490 f.Kr. sin bror Kleomenes I på tronen.
Leonidas förde befälet över den allierade grekiska försvarsstyrkan mot den persiske storkonungen Xerxes I här vid ett trångt bergspass under slaget vid Thermopyle som utkämpades i augusti 480 f.Kr. Leonidas och hans 300 spartaner nedgjordes till sista man, men deras modiga självuppoffring gav den grekiska armén möjlighet att undkomma perserna. Leonidas och hans stridskamraters hjältebragd firades av grekerna både i sång och med minnesmärken. En minnesplatta har satts upp på platsen för striderna för att hedra deras hjältemod.

## Utmärkelser
Asteroiden 2782 Leonidas är uppkallad efter honom.

## Filmatisering
Händelsen filmatiserades 1962 under titeln The 300 Spartans (även känd som The Lion of Sparta) och 2007 under titeln 300, regisserad av Zack Snyder.